# Lista de atletas brasileiros nos Jogos Olímpicos de Verão de 1936
A lista a seguir discrimina os atletas brasileiros que participaram da Berlim 1936, independentemente de terem logrado êxito na busca por medalhas.
O Brasil se candidatou pela primeira vez para sediar uma edição dos Jogos, no Rio de Janeiro, mas não obteve sucesso.
Nos Jogos Olímpicos de Verão de 1936, os Jogos de número XI, realizados em Berlim, na Alemanha, o Brasil participou de sua quarta Olimpíada. com 94 atletas, sendo 88 homens e 6 mulheres, em 9 esportes: atletismo, remo, tiro esportivo, natação, e estreou no basquetebol, ciclismo, esgrima, pentatlo moderno e vela.
Essa foi a última edição em que o Brasil saiu sem conquistar nenhuma medalha. Deste modo, a lista de medalhistas múltiplos permaneceu inalterada (Vide seção "Multimedalhistas").
Subsedes:
Essa edição contou com as seguintes subsedes: Kiel recebeu as regatas da vela; Wannsee abrigou os torneios de tiro esportivo e Brandenburg teve algumas etapas das provas de hipismo e pentatlo moderno.
Dois atletas brasileiros se destacaram em Berlim ao se classificarem para disputar finais do atletismo: Sylvio de Magalhães Padilha, que posteriormente viria a ser chefe de missão brasileira nos Jogos Olímpicos, presidente do Comitê Olímpico Brasileiro e Vice Presidente do Comitê Olímpico Internacional, nos "400 metros com barreiras" e Márcio de Oliveira no "salto em distância", terminando respectivamente em 5.° e 15.° lugares. Sylvio Padilha foi, inclusive, o porta-bandeira na cerimônia de abertura e nesses Jogos iniciou a tradição de atletas conduzindo as bandeiras também nas cerimônias de encerramento, mas não há informação sobre se houve ou quem foi o brasileiro a assumir essa função.
Outros destaques:
A nadadora Maria Lenk disputou sua segunda Olimpíada, avançou às semifinais dos "200 m costas" terminando na 13.ª colocação, mas dessa vez não foi a única mulher. Lenk teve a companhia de mais 5 atletas brasileiras, uma da "esgrima" e quatro da "natação". Entre elas, a nadadora Piedade Coutinho, que foi a primeira brasileira a disputar uma final, terminou em 5.° lugar nos "400 metros livre". Foi a única final de toda a natação brasileira em Berlim e a melhor marca de uma brasileira até o momento; entre os nadadores masculinos da delegação estava o atleta João Havelange que anos mais tarde se tornaria presidente da CBD e da FIFA; o "basquete" brasileiro iniciou sua trajetória Olímpica com o treinador Arno Frank conduzindo a equipe em que se destacavam, entre outros, Ary Pavão, Cacau, Zelaya, Américo Montarini, Waldemar Coroa e Nelson Monteiro que, além de atleta, era também o médico da delegação e o chefe da missão brasileira em Berlim; o atirador José Mello alcançou 296 pontos na "carabina deitado 50 metros", mesma pontuação do vencedor da medalha de prata, mas no desempate por aproximação ficou com a 5.ª colocação.
Abaixo segue a relação dos esportistas brasileiros participantes da Berlim 1936.

## Atletismo
Masculino
Eventos de pista e de estrada
| Atleta                     | Modalidade          | Eliminatórias | Eliminatórias | Quartas de final | Quartas de final | Semifinal   | Semifinal   | Final       | Final     | Referência(s) |
| Atleta                     | Modalidade          | Resultado     | Colocação     | Resultado        | Colocação        | Resultado   | Colocação   | Resultado   | Colocação | Referência(s) |
| -------------------------- | ------------------- | ------------- | ------------- | ---------------- | ---------------- | ----------- | ----------- | ----------- | --------- | ------------- |
| José de Almeida            | 100 m               | 11.10         | 3.°           | Não avançou      | Não avançou      | Não avançou | Não avançou | Não avançou | 36.°      | [ 6 ]         |
| José de Almeida            | 200 m               | Descon        | 5.°           | Não avançou      | Não avançou      | Não avançou | Não avançou | Não avançou | 33.°      | [ 7 ]         |
| Oswaldo Domingues          | 100 m               | Descon        | 5.°           | Não avançou      | Não avançou      | Não avançou | Não avançou | Não avançou | 56.°      | [ 8 ]         |
| Antônio Damaso de Carvalho | 400 m               | 50.40         | 5.°           | Não avançou      | Não avançou      | Não avançou | Não avançou | Não avançou | 36.°      | [ 9 ]         |
| Darcy Guimarães            | 110 m com barreiras | Descon        | 4.°           | _                | _                | Não avançou | Não avançou | Não avançou | 21.°      | [ 10 ]        |
| Sylvio Padilha             | 400 m com barreiras | 54.20         | 2.° Q         | _                | _                | 53.30       | 3.° Q       | 54.00       | 5.°       | [ 11 ]        |

Eventos de campo
| Atleta               | Modalidade           | Eliminatórias | Eliminatórias | Final       | Final     | Referência(s) |
| Atleta               | Modalidade           | Resultado     | Colocação     | Resultado   | Colocação | Referência(s) |
| -------------------- | -------------------- | ------------- | ------------- | ----------- | --------- | ------------- |
| Alfredo Mendes       | salto em altura      | 1.80          | =11.°         | Não avançou | =23.°     | [ 12 ]        |
| Ícaro Mello          | salto em altura      | 1.80          | =13.°         | Não avançou | =23.°     | [ 12 ]        |
| Márcio de Oliveira   | salto em distância   | Descon        | 15.° Q        | 7.05        | 15.°      | [ 13 ]        |
| Antônio Pereira Lyra | arremesso de peso    | Descon        | 16.°          | Não avançou | 17.°      | [ 14 ]        |
| Assis Naban          | arremesso de martelo | Descon        | 18.°          | Não avançou | 19.°      | [ 15 ]        |

## Basquetebol
Masculino
Primeira rodada
| D |  | CAN Canadá | 24–17 | Brasil |  |  |  |

Repescagem da primeira rodada
| V |  | Brasil | W–O | HUN Hungria |  |  |  |

Segunda rodada
| D |  | Chile | 23–18 | Brasil |  |  |  |

Repescagem da segunda rodada
| V |  | Brasil | 32–14 | China |  |  |  |

Terceira rodada
| D |  | Polónia | 33–25 | Brasil |  |  |  |

Não avançou
Colocação final: =9.°

Equipe:
Aluizio Baiano
Américo Montanarini
Antônio Luiz de Barros Cacau
Armando Albano
Ary Pavão
Carmino de Pilla
José Oscar Zelaya
Miguel Pedro Lopes
Nelson Monteiro de Souza
Waldemar Coroa Gonçalves

Referência(s):  

## Ciclismo
Masculino
Estrada
| Atleta           | Modalidade        | Resultado | Colocação | Referência(s) |
| ---------------- | ----------------- | --------- | --------- | ------------- |
| Dertônio Ferrer  | 100 km individual | NT        | =39.°     | [ 18 ]        |
| Hermógenes Netto | 100 km individual | NT        | =39.°     | [ 18 ]        |
| José Magnani     | 100 km individual | NT        | =39.°     | [ 18 ]        |

## Esgrima
Masculino
| Atleta | Modalidade         | Rodada 1                                   | Rodada 1  | Rodada 2    | Rodada 2    | Quartas de final | Quartas de final | Semifinal   | Semifinal   | Final       | Final     | Referência(s) |
| Atleta | Modalidade         | Resultado                                  | Colocação | Resultado   | Colocação   | Resultado        | Colocação        | Resultado   | Colocação   | Resultado   | Colocação | Referência(s) |
| --- | ------------------ | ------------------------------------------ | --------- | ----------- | ----------- | ---------------- | ---------------- | ----------- | ----------- | ----------- | --------- | ------------- |
| Ricardo Vagnotti                                                                                           | florete            | 1v–4d                                      | 5.°       | Não avançou | Não avançou | Não avançou      | Não avançou      | Não avançou | Não avançou | Não avançou | 38.°      | [ 19 ]        |
| Ferdinando Alessandri                                                                                      | florete            | 1v–5d                                      | 6.°       | Não avançou | Não avançou | Não avançou      | Não avançou      | Não avançou | Não avançou | Não avançou | 52.°      | [ 19 ]        |
| Moacyr Dunham                                                                                              | florete            | 0v–4d                                      | 6.°       | Não avançou | Não avançou | Não avançou      | Não avançou      | Não avançou | Não avançou | Não avançou | 53.°      | [ 19 ]        |
| Henrique de Aguiar Vallim                                                                                  | espada             | 6v–0d                                      | 1.° Q     | _           | _           | 5v–3d            | 4.° Q            | 2v–7d       | 10.°        | Não avançou | 20.°      | [ 20 ]        |
| Ennio de Oliveira                                                                                          | espada             | 2v–6d                                      | 7.°       | Não avançou | Não avançou | Não avançou      | Não avançou      | Não avançou | Não avançou | Não avançou | 55.°      | [ 20 ]        |
| Moacyr Dunham                                                                                              | espada             | 0v–6d                                      | 8.°       | Não avançou | Não avançou | Não avançou      | Não avançou      | Não avançou | Não avançou | Não avançou | 61.°      | [ 20 ]        |
| Ferdinando Alessandri                                                                                      | sabre              | 1v–5d                                      | 6.°       | Não avançou | Não avançou | Não avançou      | Não avançou      | Não avançou | Não avançou | Não avançou | 54.°      | [ 21 ]        |
| Moacyr Dunham                                                                                              | sabre              | 0v–6d                                      | 8.°       | Não avançou | Não avançou | Não avançou      | Não avançou      | Não avançou | Não avançou | Não avançou | 67.°      | [ 21 ]        |
| Ennio de Oliveira                                                                                          | sabre              | 0v–7d                                      | 9.°       | Não avançou | Não avançou | Não avançou      | Não avançou      | Não avançou | Não avançou | Não avançou | 71.°      | [ 21 ]        |
| Ennio de Oliveira Ferdiando Alessandri Moacyr Dunham Ricardo Vagnotti Henrique de Aguiar Vallim (reserva)  | florete por equipe | França (FRA) D 0–16 Iugoslávia (YUG) D 7–9 | 3.°       | Não avançou | Não avançou | Não avançou      | Não avançou      | Não avançou | Não avançou | Não avançou | 14.°      | [ 22 ]        |
| Ennio de Oliveira Henrique de Aguiar Vallim Moacyr Dunham Ricardo Vagnotti Ferdinando Alessandri (reserva) | espada por equipe  | Alemanha (GER) D 6–9 Canadá (CAN) D 7–8    | 3.°       | Não avançou | Não avançou | Não avançou      | Não avançou      | Não avançou | Não avançou | Não avançou | 21.°      | [ 23 ]        |
| Ennio de Oliveira Ferdinando Alessandri Henrique de Aguiar Vallim Moacyr Dunham                            | sabre por equipe   | DNS                                        | NM        | Não avançou | Não avançou | Não avançou      | Não avançou      | Não avançou | Não avançou | Não avançou | 22.°      | [ 24 ]        |

Feminino
| Atleta               | Modalidade | Rodada 1  | Rodada 1  | Rodada 2  | Rodada 2  | Quartas de final | Quartas de final | Semifinal   | Semifinal   | Final       | Final     | Referência(s) |
| Atleta               | Modalidade | Resultado | Colocação | Resultado | Colocação | Resultado        | Colocação        | Resultado   | Colocação   | Resultado   | Colocação | Referência(s) |
| -------------------- | ---------- | --------- | --------- | --------- | --------- | ---------------- | ---------------- | ----------- | ----------- | ----------- | --------- | ------------- |
| Hilda von Puttkammer | florete    | 3v–3d     | 4 .° Q    | _         | _         | 0v–4d            | 6.°              | Não avançou | Não avançou | Não avançou | 23.°      | [ 25 ]        |

## Pentatlo moderno
Masculino
| Atleta                   | Modalidade | Hipismo cross-country com obstáculos | Esgrima espada 1 toque | Tiro pistola rápida 25 m | Natação 300 m livre | Corrida cross-country 4000 m | Pontos perdidos | Colocação final | Referência(s) |
| Atleta                   | Modalidade | Colocação                            | Colocação              | Colocação                | Colocação           | Colocação                    | Pontos perdidos | Colocação final | Referência(s) |
| ------------------------ | ---------- | ------------------------------------ | ---------------------- | ------------------------ | ------------------- | ---------------------------- | --------------- | --------------- | ------------- |
| Guilherme Catramby Filho | individual | Cavalo: desconhecido 26.°            | =31.°                  | 38.°                     | 28.°                | 36.°                         | 159.50          | 36.°            | [ 26 ]        |
| Rui Duarte               | individual | Cavalo: desconhecido 35.°            | 36.°                   | 33.°                     | 23.°                | 33.°                         | 160.00          | 37.°            | [ 26 ]        |
| Anísio da Rocha          | individual | Cavalo: desconhecido =41.°           | =27.°                  | 40.°                     | 39.°                | 30.°                         | 177.50          | 39.°            | [ 26 ]        |

## Remo
Masculino
| Atleta | Modalidade      | Alinhamentos | Alinhamentos | Repescagem  | Repescagem  | Semifinal   | Semifinal   | Final       | Final     | Referência(s) |
| Atleta | Modalidade      | Resultado    | Colocação    | Resultado   | Colocação   | Resultado   | Colocação   | Resultado   | Colocação | Referência(s) |
| --- | --------------- | ------------ | ------------ | ----------- | ----------- | ----------- | ----------- | ----------- | --------- | ------------- |
| Celestino João de Palma | esquife simples | 7:37.70      | 2.° Q        | _           | _           | 7:49.70     | 3.°         | Não avançou | 16.°      | [ 27 ]        |
| Fritz Richter | esquife simples | DNS          | DNS          | Não avançou | Não avançou | Não avançou | Não avançou | Não avançou | 22.°      | [ 27 ]        |
| Adamor Gonçalves Paschoal Rapuano | esquife duplo   | 7:26.30      | 6.° Q        | _           | _           | 8:30.20     | 5.°         | Não avançou | 11.°      | [ 28 ]        |
| Afonso de Castro Eduardo Lehman José de Campos (reserva) | dois sem        | 7:40.20      | 4.° Q        | _           | _           | DNF         | 4.°         | Não avançou | 13.°      | [ 29 ]        |
| Decio Klettenberg (timoneiro) Estevam Strata José Ramalho | dois com        | 8:13.70      | 6.° Q        | _           | _           | 9:32.30     | 5.°         | Não avançou | 11.°      | [ 30 ]        |
| Álvaro de Sá Freire Henrique Camargo (timoneiro) José de Campos Nelson Ribeiro Wilson de Freitas Alfredo Pereira (reserva) Erasmo Rocha (reserva) Roldão Macedo (reserva)                           | quatro com      | 7:01.30      | 2.° Q        | _           | _           | 8:26.00     | 4.°         | Não avançou | 13.°      | [ 31 ]        |
| Alfredo de Baer Arno Franzen Ernesto Sauter Frederico Tadewald Henrique Kranen Lauro Franzen Maximo Fava Nilo Franzen Rodolpho Rath (timoneiro) Norberto Dick (reserva) Severo Larangeira (reserva) | oito com        | 6:33.20      | 5.° Q        | _           | _           | 7:06.01     | 4.°         | Não avançou | 13.°      | [ 32 ]        |

## Vela
Aberto
| Atleta       | Modalidade     | Regatas             | Regatas             | Regatas             | Regatas             | Regatas             | Regatas             | Regatas               | Colocação final     | Referência(s) |
| Atleta       | Modalidade     | 1                   | 2                   | 3                   | 4                   | 5                   | 6                   | 7 (regata da medalha) | Colocação final     | Referência(s) |
| Atleta       | Modalidade     | Pontuação Colocação | Pontuação Colocação | Pontuação Colocação | Pontuação Colocação | Pontuação Colocação | Pontuação Colocação | Pontuação Colocação   | Pontuação Colocação | Referência(s) |
| ------------ | -------------- | ------------------- | ------------------- | ------------------- | ------------------- | ------------------- | ------------------- | --------------------- | ------------------- | ------------- |
| Walter Heuer | classe o-jolle | 5.00 21.°           | 5.00 21.°           | 4.00 22.°           | 12.00 14.°          | 1.00 25.°           | 9.00 17.°           | 3.00 23.°             | 39.00 24.°          | [ 33 ]        |

## Tiro esportivo
Masculino
| Atleta              | Modalidade            | Resultado | Colocação | Referência(s) |
| ------------------- | --------------------- | --------- | --------- | ------------- |
| Harvey Dias Villela | pistola livre 50 m    | 515.00    | 25.°      | [ 34 ]        |
| José Mello          | carabina deitado 50 m | 296.00    | 5.°       | [ 35 ]        |
| Antônio Guimarães   | carabina deitado 50 m | 292.00    | 23.°      | [ 35 ]        |
| Manoel Braga        | carabina deitado 50 m | 287.00    | 51.°      | [ 35 ]        |

## Natação
Masculino
| Atleta                                                                                       | Modalidade    | Eliminatórias | Eliminatórias | Semifinal   | Semifinal   | Final       | Final     | Referência(s) |
| Atleta                                                                                       | Modalidade    | Resultado     | Colocação     | Resultado   | Colocação   | Resultado   | Colocação | Referência(s) |
| -------------------------------------------------------------------------------------------- | ------------- | ------------- | ------------- | ----------- | ----------- | ----------- | --------- | ------------- |
| Paulo Álvaro Tarrto                                                                          | 100 m livre   | 1:02.60       | 5.°           | Não avançou | Não avançou | Não avançou | 29.°      | [ 36 ]        |
| Isaac Moraes                                                                                 | 100 m livre   | 1:03.30       | 5.°           | Não avançou | Não avançou | Não avançou | 31.°      | [ 36 ]        |
| Leônidas Francisco da Silva                                                                  | 100 m livre   | 1:03.50       | 5.°           | Não avançou | Não avançou | Não avançou | 34.°      | [ 36 ]        |
| Manoel Villar                                                                                | 100 m livre   | DNS           | NT            | Não avançou | Não avançou | Não avançou | 52.°      | [ 36 ]        |
| Manoel Villar                                                                                | 400 m livre   | 5:18.20       | 4.°           | Não avançou | Não avançou | Não avançou | 24.°      | [ 37 ]        |
| Manoel Villar                                                                                | 1500 m livre  | 21:49.90      | 5.°           | Não avançou | Não avançou | Não avançou | 17.°      | [ 38 ]        |
| Aluizio Lage                                                                                 | 400 m livre   | 5:18.30       | 5.°           | Não avançou | Não avançou | Não avançou | 27.°      | [ 39 ]        |
| João Havelange                                                                               | 400 m livre   | 5:31.50       | 4.°           | Não avançou | Não avançou | Não avançou | 20.°      | [ 39 ]        |
| João Havelange                                                                               | 1500 m livre  | 22:54.10      | 5.°           | Não avançou | Não avançou | Não avançou | 18.°      | [ 40 ]        |
| Ademar Alberto Novo Caballero                                                                | 100 m costas  | 1:16.90       | 4.°           | Não avançou | Não avançou | Não avançou | 20.°      | [ 41 ]        |
| Benvenuto Nunes                                                                              | 100 m costas  | 1:17.00       | 6.°           | Não avançou | Não avançou | Não avançou | 26.°      | [ 41 ]        |
| Antônio Décio Amaral Filho                                                                   | 100 m costas  | 1:21.00       | 7.°           | Não avançou | Não avançou | Não avançou | 30.°      | [ 41 ]        |
| Antônio Luiz dos Santos                                                                      | 200 m peito   | 2:56.80       | 4.°           | Não avançou | Não avançou | Não avançou | 18.°      | [ 42 ]        |
| Edgard Julius Barbosa Arp                                                                    | 200 m peito   | 3:02.60       | 5.°           | Não avançou | Não avançou | Não avançou | 20.°      | [ 42 ]        |
| Aluizio Lage Isaac Moraes Leônidas Francisco da Silva Manoel Villar João Havelange (reserva) | 4x200 m livre | 9:42.50       | 3.°           | Não avançou | Não avançou | Não avançou | 9.°       | [ 43 ]        |

Feminino
| Atleta                | Modalidade   | Eliminatórias | Eliminatórias | Semifinal   | Semifinal   | Final       | Final     | Referência(s) |
| Atleta                | Modalidade   | Resultado     | Colocação     | Resultado   | Colocação   | Resultado   | Colocação | Referência(s) |
| --------------------- | ------------ | ------------- | ------------- | ----------- | ----------- | ----------- | --------- | ------------- |
| Piedade Coutinho      | 100 m livre  | 1:09.40       | 3.° Q         | 1:09.60     | 5.°         | Não avançou | 9.°       | [ 44 ]        |
| Piedade Coutinho      | 400 m livre  | 5:35.50       | 3.° Q         | 5:42.50     | 2.° Q       | 5:35.20     | 5.°       | [ 45 ]        |
| Helena Salles         | 100 m livre  | 1:16.20       | 6.°           | Não avançou | Não avançou | Não avançou | 29.°      | [ 46 ]        |
| Helena Salles         | 400 m livre  | DNS           | NT            | Não avançou | Não avançou | Não avançou | 23.°      | [ 47 ]        |
| Scylla Venâncio       | 100 m livre  | 1:15.10       | 8.°           | Não avançou | Não avançou | Não avançou | 33.°      | [ 48 ]        |
| Scylla Venâncio       | 400 m livre  | 6:23.00       | 5.°           | Não avançou | Não avançou | Não avançou | 20.°      | [ 49 ]        |
| Sieglinde Lenk Zigler | 100 m livre  | DNS           | 8.°           | Não avançou | Não avançou | Não avançou | 35.°      | [ 50 ]        |
| Sieglinde Lenk Zigler | 400 m livre  | DNS           | NT            | Não avançou | Não avançou | Não avançou | 24.°      | [ 51 ]        |
| Sieglinde Lenk Zigler | 100 m costas | 1:32.00       | 8.°           | Não avançou | Não avançou | Não avançou | 21.°      | [ 52 ]        |
| Maria Lenk            | 200 m costas | 3:17.20       | 3.° Q         | 3:17.70     | 6.°         | Não avançou | 13.°      | [ 53 ]        |

## Multimedalhistas
Nesta seção listam-se os atletas brasileiros detentores de pelo menos 2 pódios Olímpicos, desde as edições pregressas, até essa edição. A ordem de classificação se segue pelos seguintes critérios:
1. Maior número de medalhas de ouro;
2. Maior número de medalhas de prata;
3. Maior número de medalhas de bronze;
4. Conquista mais antiga;
5. Esporte ou modalidade mais antiga no programa Olímpico;
6. Ordem alfabética.

| Posição | Atleta             | Esporte        | Ouro | Prata | Bronze | Jogos          | Medalha de ouro | Medalha de prata | Medalha de bronze | Total de medalhas |
| ------- | ------------------ | -------------- | ---- | ----- | ------ | -------------- | --------------- | ---------------- | ----------------- | ----------------- |
| 1.°     | Guilherme Paraense | Tiro esportivo | 1    | 0     | 1      | Antuérpia 1920 | 1               | 0                | 1                 | 2                 |
| 2.°     | Afrânio da Costa   | Tiro esportivo | 0    | 1     | 1      | Antuérpia 1920 | 0               | 1                | 1                 | 2                 |